# Microstylum sagitta
Microstylum sagitta là một loài ruồi trong họ Asilidae. Microstylum sagitta được Bigot miêu tả năm 1879. Loài này phân bố ở vùng nhiệt đới châu Phi.